# Iatmul (langue)
Le iatmul est une langue papoue parlée en Papouasie-Nouvelle-Guinée, dans les districts d'Angoram et d'Ambunti de la province de Sepik oriental.

## Classification
Le iatmul est une des langues ndu, une des familles de langues papoues.

## Phonologie
Les  voyelles du iatmul sont :

### Voyelles
|           | Antérieure | Centrale | Postérieure |
| --------- | ---------- | -------- | ----------- |
| Fermée    | i [i]      | ɨ [ɨ]    | u [u]       |
| Mi-fermée | e [e]      |          | o [o]       |
| Ouverte   |            | ɐ [ɐ]    | ɑ [ɑ]       |

### Consonnes
Les consonnes du iatmul sont :
|              |              | Bilabiales | Alvéolaires | Dorsales | Dorsales |
| ------------ | ------------ | ---------- | ----------- | -------- | -------- |
| Palatales    | Vélaires     | Bilabiales | Alvéolaires |          |          |
| Occlusives   | Sourde       | p [p]      | t [t]       |          | k [k]    |
| Occlusives   | Prénasalisée | mp [m͡p]    | nt [n͡t]     |          | ŋk [ŋ͡k]  |
| Fricative    | Fricative    | β [β]      | s [s]       |          |          |
| Affriquée    | Affriquée    |            | nts [n͡t͡s]   |          |          |
| Nasale       | Nasale       | m [m]      | n [n]       | ɲ [ ɲ]   |          |
| Roulée       | Roulée       |            | r [r]       |          |          |
| Semi-voyelle | Semi-voyelle | W [w]      |             | y [ j]   |          |

## Sources
- (en) Phil Staalsen, 1992, Iatmul Organised phonology Data, manuscrit, Ukarumpa, SIL International.